# MX Linux
MX Linux (MEPIS + antiX) — операционная система на базе ядра Linux, основанная на дистрибутиве Debian, и использующая основные компоненты antiX с дополнительным программным обеспечением, созданным, и опубликованным сообществом MX Linux. Он разработан, как совместный дистрибутив с бывшими разработчиками antiX, и сотрудниками MEPIS с целью использования подходящих инструментов. Целью сообщества является «объединить элегантные и эффективные графические оболочки с простой конфигурацией, высокой стабильностью, и высокой производительностью». MX Linux использует графическую оболочку Xfce, KDE и Fluxbox.

## История
MX Linux берёт своё начало с обсуждения будущих вариантов дистрибутива среди членов сообщества MEPIS в декабре 2013 года. Затем к ним присоединились разработчики antiX, предоставив систему построения образов ISO, а также технологию LiveUSB/DVD. Чтобы быть включённым в список DistroWatch, MX Linux изначально был представлен как версия antiX. Он получил свою собственную страницу DistroWatch как отдельный дистрибутив с выпуском первой публичной бета-версии MX-16 2 ноября 2016 года.
Серия версий MX-14 была основана на Debian Stable «Wheezy» и использовала Xfce 4.10, а затем вышел выпуск 14.4 с Xfce 4.12. Версия MX-14 предназначалась для установки на компакт-диск, включающий приложения с ограничениями. В этой серии было постепенное изменение MX Tools — коллекции удобных утилит, предназначенных для того, чтобы помочь пользователю с множеством общих задач, которые часто сложны и неясны. Многие из этих инструментов были разработаны специально для MX, в то время, как некоторые из них были форками существующих приложений antiX; пара форков были импортированы по разрешению внешних источников.
MX-15 переходит на базу нового Debian Stable «Jessie» и использует systemd-shim, что означает, что systemd установлен, но init по умолчанию является sysvinit. Ограничение размера было отменено, что позволило разработчикам представить пользователю полный готовый продукт. Был создан MX Tools, который объединяет удобные утилиты.
MX-16 по-прежнему базировался на Debian Stable «Jessie», но в версии появилось много приложений, включёнными и добавленными из других источников. Кроме того, был добавлен и усовершенствован MX Tools, средство, объединяющее утилиты, встроенные в antiX с расширенной поддержкой, и с совершенно новое оформление значков, тем, и обоев.
В MX-16.1 были исправлены ошибки и уязвимости в MX-16, и в версии появилась новая тема Kingfisher, был обновлён MX Tools, включает переработанную документацию и новые переводы.
MX-17 базируется на Debian 9 «Stretch» и включает обновлённые обои, новый MX Tools, улучшает работу в реальном времени, как antiX, и присутствуют многие другие изменения, подробно описанные в блоге MX Linux.
В MX-18 продолжается разработка MX Tools, появилось более новое ядро, включает шифрование дисков и были добавлены темы оформления GRUB и экрана запуска, которые могут быть изменены в MX Boot. Была улучшена локализация и были включены обновлённые обои. Подробности описаны в блоге MX Linux.
По информации сайта DistroWatch на 18 мая 2019 года, MX Linux возглавлял список популярности дистрибутивов и почти вдвое опережал следующий по популярности дистрибутив Manjaro Linux.

## Версии
| Версия    | Дата релиза             | Версия ядра | Версия ядра в дистрибутиве «AHS» |
| --------- | ----------------------- | ----------- | -------------------------------- |
| MX-23.2   | 21 января 2024          | 6.1+        | 6.7.10                           |
| MX-19.4   | 1 апреля 2021           |             | 5.10                             |
| MX-19.3   | 11 ноября 2020          |             | 5.8                              |
| MX-19.2   | 2 июня 2020             |             | 5.6                              |
| MX-19.1   | 16 февраля 2020         |             | 5.4                              |
| MX-19     | 22 октября 2019         | 4.19.6      |                                  |
| MX-18.3   | 26 мая 2019             | 4.19.37     |                                  |
| MX-18.2   | 7 апреля 2019           | 4.19.5      |                                  |
| MX-18.1   | 9 февраля 2019          | 4.19.5      |                                  |
| MX-18     | 20 декабря 2018         | 4.19.5      |                                  |
| MX-17.1   | 14 марта 2018           | 4.15.4      |                                  |
| MX-17     | 15 декабря 2017         | 4.15.4      |                                  |
| MX-16.1   | 8 июня 2017             | 4.7.8       |                                  |
| MX-16     | 13 декабря 2016         | Неизвестно  |                                  |
| MX-15     | 24 декабря 2015         | Неизвестно  |                                  |
| MX-14.4   | 22 марта 2015           | Неизвестно  |                                  |
| MX-14.3   | 3 декабря 2014          | Неизвестно  |                                  |
| MX-14.2   | 30 июня 2014            | Неизвестно  |                                  |
| MX-14.1.1 | 18 июня 2014            | Неизвестно  |                                  |
| MX-14     | 27 марта 2014 (без PAE) | Неизвестно  |                                  |
| MX-14     | 24 марта 2014 (с PAE)   | Неизвестно  |                                  |

## Возможности
В MX Linux реализованы базовые возможности, такие как установщик на UEFI-компьютеры, установщик ядер Linux, ядро системы и программного обеспечения AntiX.
MX Package Installer основан на терминале Linux, который включает приложения из репозиториев Debian Sid/Stable, и включает расширенный режим Live USB.